# Luisella Costamagna
Luisella Costamagna (Torino, 16 dicembre 1968) è una giornalista, autrice televisiva e conduttrice televisiva italiana.

## Biografia
Negli anni del liceo ha avuto come professore di filosofia Costanzo Preve. Laureata in Filosofia con 110 e lode con una tesi su Alberto Savinio, è iscritta all'albo dei giornalisti professionisti dal 2000 dopo essere stata iscritta all'albo dei giornalisti pubblicisti dal 1995. La sua attività di giornalista televisiva inizia in una piccola televisione locale piemontese, Teletime, per cui conduce l'edizione quotidiana del telegiornale Tg Time. Nel 1996 inizia la sua collaborazione nei programmi di Michele Santoro, che la sceglie per la sua nuova trasmissione Moby Dick su Italia 1.
Per tre anni, cura i collegamenti in diretta dalla redazione telematica e realizza alcune inchieste di Moby's, tra cui uno dei primi speciali sui serial killer. Nella stagione 1999-2000 conduce l'edizione serale di Studio Aperto, il telegiornale di Italia 1. L'anno successivo ritorna con Michele Santoro, questa volta in Rai, per i programmi Il raggio verde, Sciuscià e Sciuscià edizione straordinaria, dove cura in studio schede di approfondimento, interviste, sondaggi. Del 2002 è il programma Donne, cinque speciali in seconda serata su Rai 2, di cui è autrice e conduttrice.
Dal 2004 è a Canale 5, dove collabora con i programmi di Maurizio Costanzo: il Maurizio Costanzo Show - Raccontando, per cui realizza interviste e reportage Tutte le mattine, Il diario di cui è curatrice, e Pandora, rubrica di interviste al femminile in onda sul digitale terrestre Mediaset. Dal settembre 2006 è in studio, sempre con Costanzo, per il rotocalco pomeridiano Buon pomeriggio. Nel 2007 conduce i dibattiti del giorno di Omnibus Estate (LA7) e realizza, per il programma W l'Italia diretta (Rai 3) di Riccardo Iacona, il reportage Parole come ferite, sulla violenza alle donne.
Dal gennaio 2008 conduce nuovamente il dibattito del giorno di Omnibus (LA7) ed è tra gli autori del programma Annozero di Michele Santoro, in onda su Rai 2. Da settembre 2008 conduce il dibattito di Omnibus Weekend (il sabato e domenica su LA7). Nel 2009 conduce, sempre su LA7, il programma di informazione pomeridiano Così stanno le cose, in onda dal 23 novembre al 23 dicembre. Dal gennaio 2010 torna alla conduzione di Omnibus Weekend. Dal 27 giugno 2010 al 9 settembre 2011 conduce con Luca Telese In onda, programma che lascerà in seguito per scelta dell'emittente, che la sostituisce con Nicola Porro. L'avvicendamento suscita numerose polemiche in rete e sui giornali. Due mesi dopo, il direttore di Rai 3 Antonio Di Bella annuncia il suo passaggio alla rete da lui diretta; dal 9 marzo 2012 conduce infatti, in prima serata su Rai 3, Robinson.
Ha collaborato con Diva e Donna, per cui ha curato la rubrica Il punto interrogativo di Luisella, e con Il Salvagente, (rubrica Le parole della settimana). Il 18 settembre 2012 pubblica il libro Noi che costruiamo gli uomini (edito da Mondadori). Dell'anno successivo è l'inchiesta Cosa pensano di noi. Gli uomini raccontano il sesso e le donne. Dal 25 ottobre 2012, la giornalista torna su LA7 collaborando al programma Servizio pubblico, condotto da Michele Santoro. Tuttavia, il 19 gennaio 2013 decide di abbandonare la trasmissione. Nel 2014 approda a Sky Italia sul nuovo canale Crime+Investigation. Nel novembre seguente diventa volto di Agon Channel, nuovo canale del digitale terrestre in onda da dicembre, dove conduce il programma di attualità politica Lei non sa chi sono io., il primo show del canale TV con sede operativa in Albania prodotto in Italia e in diretta dagli studi di Roma. È stata editorialista del Fatto Quotidiano e della Verità, per il quale ha curato la rubrica domenicale Gli Oscar della settimana.
Dal 2018 interviene come ospite collegato durante la trasmissione Fuori dal coro, condotta da Mario Giordano.
Dal 7 settembre 2020 al 2022 torna a Rai 3 per condurre Agorà, al posto di Serena Bortone (a sua volta passata a Rai 1 per condurre Oggi è un altro giorno).
Dall'8 ottobre al 12 novembre 2022 ha partecipato, in coppia con il ballerino Pasquale La Rocca, alla diciassettesima edizione di Ballando con le stelle. Dopo sei puntate ha annunciato il ritiro per via di una lesione al ginocchio. Nella prima finale del 17 dicembre è stata ripescata fino a risultare vincitrice nella serata conclusiva del 23 dicembre 2022.
Dal 16 ottobre 2023 è alla guida di Tango, programma della seconda serata di Rai 2 da lei ideato e condotto.

## Vita privata
Il suo compagno è lo scrittore Dario Buzzolan, con cui ha avuto un figlio.

## Televisione
- TgTime (TeleTime, 1994-1996)
- Moby Dick (Italia 1, 1996-1999)
- Studio Aperto (Italia 1, 1999-2000)
- Il raggio verde (Rai 2, 2000-2001)
- Sciuscià (Rai 1, 2000; Rai 2, 2001-2002)
- Donne (Rai 2, 2002)
- Tutte le mattine (Canale 5, 2004-2006)
- Maurizio Costanzo Show - Raccontando (Canale 5, 2004-2005)
- Omnibus (LA7, 2007-2008)
  - Omnibus Estate (LA7, 2007)
  - Omnibus Weekend (LA7, 2008-2010)
- Così stanno le cose (LA7, 2009)
- In onda (LA7, 2010-2011)
- Robinson (Rai 3, 2012)
- Servizio pubblico (LA7, 2012-2013)
- Giovani a rischio (Crime + Investigation, 2014)
- Lei non sa chi sono io (Agon Channel, 2015)
- Ieri oggi italiani (Rete 4, 2018)
- Fuori dal coro (Rete 4, 2018-2020) opinionista
- Agorà (Rai 3, 2020-2022)
- La vita in diretta (Rai 1, dal 2022) opinionista
- Ballando con le stelle (Rai 1, 2022) concorrente
- Tango (Rai 2, 2023-2025)

## Opere
- Noi che costruiamo gli uomini, Mondadori, 2012, ISBN 9788804623083.
- Cosa pensano di noi, Mondadori, 2014, ISBN 9788804638605.

## Riconoscimenti
- 2000 – Premio giornalistico Giuseppe Marrazzo come "giornalista rivelazione"
- 2007 – Premio giornalistico Roberto Ghinetti per il reportage Parole come ferite
- 2008 – Magna Grecia Award, Premio Maria Grazia Cutuli
- 2013 – Premio Letterario Caccuri – 2ª classificata – Noi che costruiamo gli uomini, Mondadori, 2012
- 2013 – Premio e Rassegna letteraria Com&Te – Premio speciale "Le Scie di Com&Te" – Noi che costruiamo gli uomini, Mondadori 2012
- 2024 — Premio giornalistico “Città di Foiano - Giancarlo Sbardellati ed Enrico Nottolini” con la seguente motivazione: “Non dare mai nulla per acquisito, mettersi in gioco mantenendo sempre saldi i valori di onestà, libertà, rispetto di se stessi e degli altri. Questi i riferimenti che caratterizzano la sua straordinaria carriera di giornalista, sempre in prima linea per la difesa dei diritti delle donne e contro la violenza di genere. Dalle Tv Locali, ai network, dalla carta stampata alleditoria, la sua peculiarità è sempre stata quella dell'impegno e della coerenza, ed oggi tutto ciò è diventato presente e futuro del giornalismo italiano.”